# Храм Александра Невского (Мальцы)
Храм Александра Невского села Мальцы (Александро-Невская церковь) — приходской православный храм в городском округе Чехов, рядом с деревней Мальцы. Относится к Чеховскому благочинию Подольской епархии Русской православной церкви.
Построен в 2012 году по проекту архитектора Юрия Георгиевича Алонова, заведующего православной кафедрой МАРХИ. При храме имеется кладбище.

## Расположение
Храм расположен на берегу реки Лопасня, на северо-восточной окраине деревни Мальцы городского округа Чехов, на территории деревенского кладбища. Также в непосредственной близости от храма расположены деревня Попово и коттеджный посёлок «Святая гора».

## История
23 апреля 2011 года была заложена первая монолитная плита в основании храма. 27 мая 2011 года состоялась закладка камня, привезенного из Иерусалима с Храмовой горы. Тогда же и состоялась первая служба.
Храм строился на средства братьев Савченко, Николая Дмитриевича и Виктора Дмитриевича, в память о сыне и племяннике Савченко Александре Николаевиче 28.07.1988 года рождения, погибшего в автокатастрофе 14 августа 2010 года. Могила его находится рядом с храмом святого князя Александра Невского.

## Архитектура храма
Каменный одноглавый ярусный храм в неорусском стиле, по проекту близкий к Александро-Невской часовне в Королеве. Храм построен по проекту архитектора Алонова Юрия Георгиевича, заведующего православной кафедрой МАРХИ. Высота храма 22 метра 22 сантиметра. На западном фасаде храма, над входом установлена икона-барельеф святого благоверного князя Александра Невского, созданная известным православным художником, заслуженным скульптором России А. А. Смирновым.

## Настоятели храма
Единственным настоятелем храма с 2012 года является протоиерей Роман Анатольевич Изосимов.